# 張文煥 (沁水)
張文煥（?—?），山西省澤州府沁水縣人，清朝政治人物、同進士出身。
光緒十六年（1890年），参加光緒庚寅科殿試，登進士三甲47名。同年五月，著交吏部掣签，分发各省以知县即用，擔任四川江油縣知縣。